# MAP2K1
MAP2K1（mitogen-activated protein kinase kinase 1）またはMEK1は、ヒトではMAP2K1遺伝子にコードされるタンパク質である。

## 機能
MAP2K1遺伝子にコードされるMAP2K1タンパク質は二重特異性プロテインキナーゼファミリーの一員であり、MAPキナーゼキナーゼとして作用する。細胞外シグナル調節キナーゼ（ERK）としても知られるMAPキナーゼは複数の生化学シグナルの統合点として機能する。このプロテインキナーゼはMAPキナーゼの上流に位置し、細胞内外の広範囲のシグナルによる活性化に伴ってMAPキナーゼの酵素活性を刺激する。このキナーゼはMAPキナーゼシグナル伝達経路の必須の構成要素として、増殖、分化、転写調節、発生など多くの細胞過程に関与する。MAP2K1はヒトの全てのがんの1.05%で変化が生じている。

## 減数分裂
二倍体生物の自然集団のゲノムは、挿入や欠失などの多型に富んでいる。減数分裂時にこうした多型領域内で形成された二本鎖切断は、相同染色体間の交換（乗換え）ではなく姉妹染色分体交換によって修復される必要がある。出芽酵母の減数分裂時の組換えに関する分子レベルでの研究では、相同染色体間で対応配列を欠く領域に形成された二本鎖切断によって開始された組換えイベントは、姉妹染色分体交換によって効率的に修復されることが示されている。
MAP2K1はMEK1としても知られる（MAPキナーゼキナーゼを参照）。MEK1は減数分裂期染色体軸結合キナーゼであり、姉妹染色分体交換を完全に遮断するわけではないが、低下させると考えられている。MEK1の喪失によって姉妹染色分体間での二本鎖切断修復が可能となり、姉妹染色分体間のホリデイジャンクション中間体が増加する。MEK1の正常な活性は姉妹染色分体間での組換えを低下させるものの、こうした組換えは出芽酵母の減数分裂時に頻繁に生じ（ただし有糸分裂時よりは低頻度である）、全ての組換えイベントの最大1/3が姉妹染色分体間での組換えである。

## 相互作用
MAP2K1は、c-Raf、PEBP1、MAP2K1IP1、GRB10、MAPK3、MAPK8IP3、MAPK1、MAP3K1と相互作用することが示されている。

## 関連文献
- “Renaturation and partial peptide sequencing of mitogen-activated protein kinase (MAP kinase) activator from rabbit skeletal muscle”. Biochem. J. 285 (3):  701–5. (1992). doi:10.1042/bj2850701. PMC 1132850. PMID 1379797.
- “Mitogen-activated protein kinase kinase 1 (MKK1) is negatively regulated by threonine phosphorylation”. Mol Cell Biol 14 (3):  1594–602. (1994). doi:10.1128/mcb.14.3.1594-1602.1994. PMC 358518. PMID 8114697.
- “The MAPK signaling cascade”. FASEB J. 9 (9):  726–35. (1995). doi:10.1096/fasebj.9.9.7601337. PMID 7601337.
- “Nef: "necessary and enforcing factor" in HIV infection”. Curr. HIV Res. 3 (1):  87–94. (2005). doi:10.2174/1570162052773013. PMID 15638726.
- “Role of RANKL in physiological and pathological bone resorption and therapeutics targeting the RANKL-RANK signaling system”. Immunol. Rev. 208:  30–49. (2006). doi:10.1111/j.0105-2896.2005.00327.x. PMID 16313339.
- “Modelling thymic HIV-1 Nef effects”. Curr. HIV Res. 4 (1):  57–64. (2006). doi:10.2174/157016206775197583. PMID 16454711.
- “ERK and beyond: insights from B-Raf and Raf-1 conditional knockouts”. Cell Cycle 5 (14):  1514–8. (2006). doi:10.4161/cc.5.14.2981. PMID 16861903.